# Ángela Rodríguez
Ángela Rodríguez Martínez (Pontevedra, 2 de outubro de 1989), mais conhecida como Pam, é uma política espanhola. Ela é membro do partido político Podemos, na Galiza. Nas XI e XII legislaturas, atuou como deputada nas Cortes Gerais representando Pontevedra. De outubro de 2021 a novembro de 2023, foi Secretária de Estado para a Igualdade e Violência de Género. O seu foco está na legislação feminista e na concepção das estratégias mais eficazes para combater a violência contra as mulheres.

## Primeiros anos e educação
Nascida em Pontevedra, ela se formou na Universidade de Santiago de Compostela com uma licenciatura em filosofia. Formou-se na Universidade de Vigo em 2014 com mestrado em criação e investigação em arte contemporânea.

## Carreira política
Ángela é uma ativista galega do Movimento 15-M, Foi Secretária de Coordenação e Igualdade do Podemos Galiza em 2015. Em abril de 2016, foi escolhida para ser a Secretaria Geral do Podemos Galicia, que foi apoiada por Íñigo Errejón com a candidatura "Ágora Podemos". No entanto, foi derrotada por Carmen Santos, de Vigo, que liderou a candidatura "Un Mar de Xente", obtendo 41,14% dos votos, contra 39,38% dela. Ela ficou em 14º lugar na lista Recover the Illusion, liderada por Íñigo Errejón, na segunda assembleia cidadã do Podemos em fevereiro de 2017.
Devido à sua pouca idade, ela foi submetida a tratamento abusivo por muitos policiais na Assembleia Legislativa, disse ela nas redes sociais em agosto de 2016, quando foi buscar sua credencial de deputada. Entre suas funções na XII legislatura estava atuar como vice-presidente da Comissão para a Igualdade e porta-voz adjunta. A Subcomissão do Pacto Estadual sobre Violência de Gênero também o incluiu como membro.
Noelia Vera declarou em setembro de 2021 que estava deixando a política e todas as suas funções. Em outubro do mesmo ano, foi sucedida por Ángela como Secretária de Estado para a Igualdade e a Violência de Gênero no Ministério da Igualdade. Ele ajudou a redigir a Ley del solo sí es sí em 2022. Ele discordou da utilização que os juízes faziam da lei, considerando-a sexista devido às suas interpretações que reduziam as punições para os criminosos sexuais. A sua demissão formal como Secretária de Estado foi anunciada no Boletín Oficial del Estado em 23 de novembro de 2023.

## Controvérsias
Após sua derrota para Carmen Santos na disputa pela secretaria geral do Podemos Galicia em 2016, Ángela fez um comentário em um fórum interno do partido, chamando a deficiente física Santos de "prostituta manca". As vítimas que protestaram contra a apresentação de Ángela ao Congresso em março de 2017 disseram que a deputada não fez nada "perante as queixas de mulheres por assédio e maus-tratos dentro de suas fileiras".
Após a ratificação do estatuto Ley del solo sí es sí, Ángela enfrentou acusações de zombar em público das penas mais curtas dos estupradores. O incidente começou com uma mesa redonda promovida pelo Podemos, durante a qual ela acusou a "extrema direita" de pressioná-los a "colocar os estupradores na rua": "Dos criadores de 'As pessoas vão ao cartório para mudar de sexo' toda manhã vem (...) Os estupradores na rua! (...) Milhares, ondas", ela riu.
Ángela declarou em uma entrevista de março de 2023 ao Yasss, um meio digital de propriedade da Mediaset, que os homens "não precisam do registro civil para serem estupradores". Eles são, e lamentavelmente, são muito em nossa nação", disse ela, atraindo críticas de uma série de meios por sua generalização. Sua defesa de "todos os corpos são válidos" e denúncia de "gordofobia" em maio de 2023 atraiu mais críticas para ela, assim como seu pedido de "mais gorda" no Congresso dos Deputados e sua mistura de saúde física e padrões de beleza.
Em abril de 2024, Ángela foi condenada pelo Tribunal de Instrução n.º 3 de Estepona a pagar 10,5 mil euros por violar o direito à honra de alguém ao se referir a Rafael Marcos, ex-companheiro da presidente da Infancia Libre, María Sevilla, como "um abusador". A sentença também foi tornada pública através dos mesmos programas e canais onde Ángela fez as manifestações difamatórias. Um ano antes, Irene Montero, a anterior Ministra da Igualdade, foi considerada culpada de fazer declarações idênticas nas quais sugeriu que Rafael Marcos recebesse 18 mil euros de indemnização.